# Castello di Schalun
Il castello di Schalun (in tedesco Burg Schalun o Ruine Schalun), noto anche come Wildschloss ('castello nella landa selvaggia'), è un rudere di castello situato nel Comune di Vaduz, nel Liechtenstein. Si trova in montagna, a circa un chilometro a nord-est dal centro di Vaduz, la capitale del Liechtenstein. È liberamente aperto ai turisti e raggiungibile a piedi o in mountain bike tramite un sentiero locale. Il castello di Schalun è uno dei cinque castelli esistenti nel Liechtenstein e uno dei tre in rovina nel paese.

## Storia
Il castello fu costruito probabilmente intorno alla fine del XII secolo. La prima testimonianza scritta sul castello risale al 1237. In essa, veniva anche chiamato per la prima volta "Schalun". Gli scavi archeologici effettuati negli ultimi decenni hanno rivelato solo piccole quantità di reperti del periodo medievale e della prima età moderna, suggerendo che il castello potrebbe essere stato sgomberato e bruciato in un momento successivo della sua storia.
Nel XVIII secolo il castello entrò in possesso dell'allora principe regnante del Liechtenstein. La proprietà del rudere del castello passò nel 1933 al Comune di Vaduz.
Oggi, le parti meglio conservate del castello sono la sua grande sala e la parte rimanente del suo mastio.